# Vila fortificada de Prats de Molló
La Vila fortificada de Prats de Molló és la vila murada, fortificada, medieval d'estil romànic de la vila de Prats de Molló, de la comarca del Vallespir, a la Catalunya del Nord.
Envoltava la totalitat del poble vell, la cellera primigènia. S'estenia al sud de l'església parroquial, amb un eixample baixmedieval al sud-oest.
El primer esment de Prats de Molló és del 878, en un precepte de Lluís el Tartamut sobre el monestir de Santa Maria d'Arles, on delimita les possessions d'aquest monestir. Al llarg dels segles següents, el monestir d'Arles obtingué nombroses possessions a Prats de Molló. L'any 1011 ja és considerada vila i centre de la vall, que formava un terme civil. L'església de Santa Justa i Santa Rufina de Prats de Molló és documentada entre 984 i 988, anys en què consta una primera consagració, duta a terme pel bisbe Hildesind d'Elna, amb la presència del comte de Besalú, Oliba. La vila pertangué al comtat de Besalú i, com aquest comtat, formà part del de Barcelona.

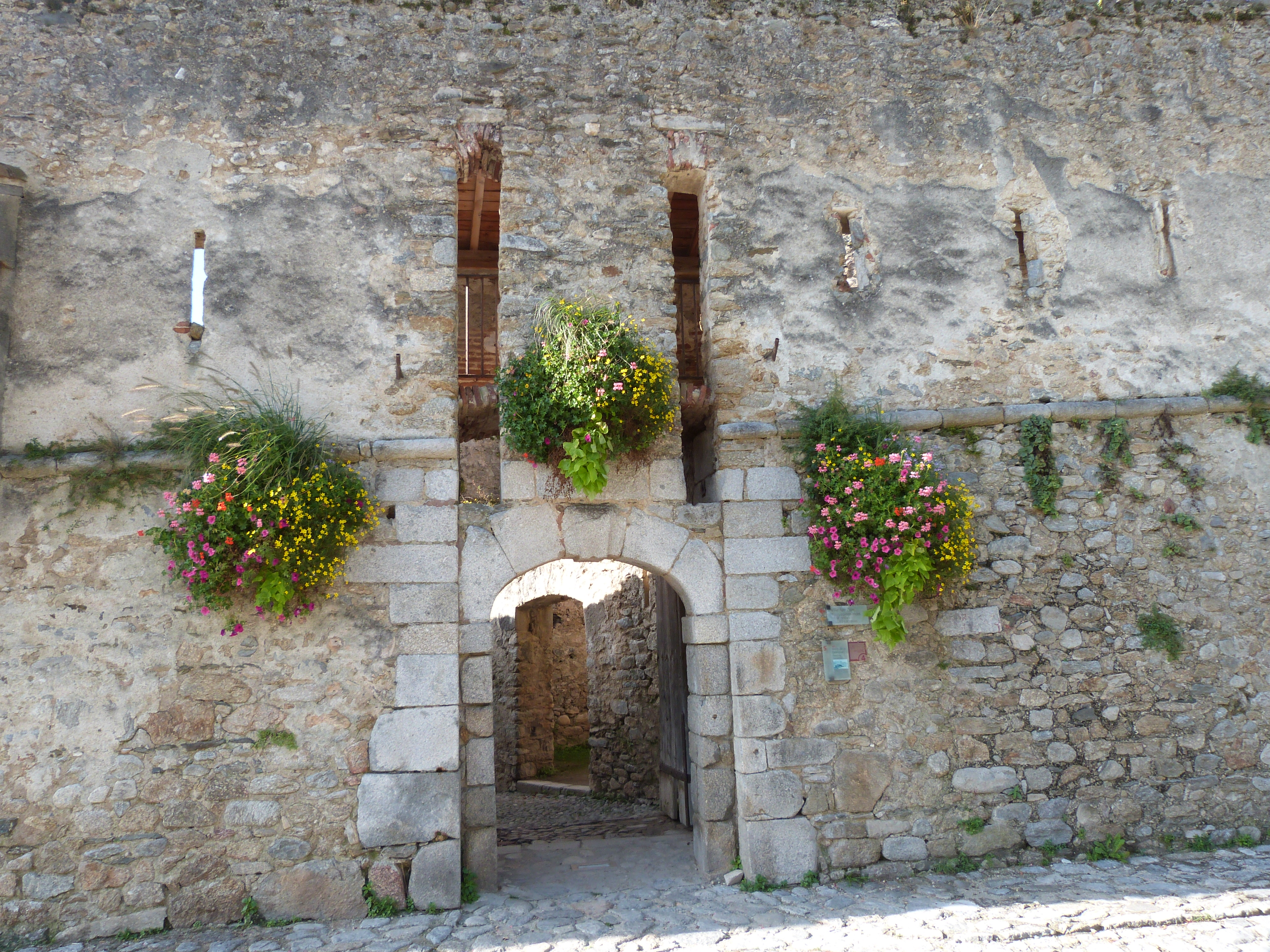
Porta de la Fàbrica, o del Cementiri

La vila fou novament creada per Jaume I, fet que coincideix amb la segona consagració de l'església parroquial, el 1245, i la vila s'estén, incloent els nous barris dins del recinte murallat medieval. Tres anys abans, la vila havia estat deslliurada de diversos mals usos, com l'eixorquia, la cugucia, la intestia i la remença personal, alhora que el mateix rei feia una crida a repoblar la vila. En aquesta crida hi surt esmentada la muralla de la vila vella, alhora que la vila nova, actualment anomenada Vila Alta, quedava inclosa en l'ampliació del recinte murat. El mateix rei hi posseïa palau o residència reial. El 1308, encara, Prats de Molló obtingué el privilegi de celebrar-hi mercat el dissabte, amb la qual cosa es refermava el paper de la vila i, alhora, el comerç local.

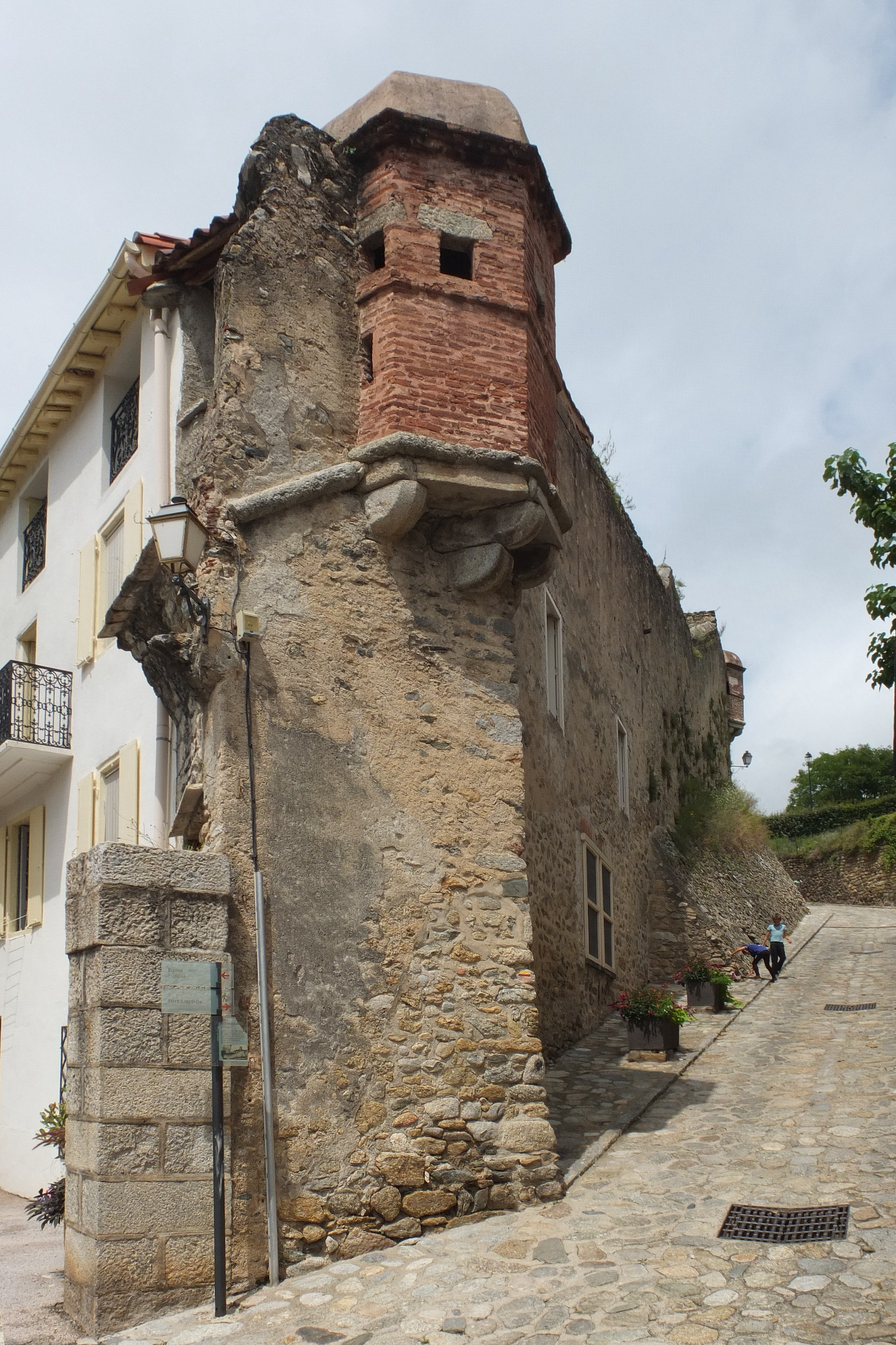
Angle de la muralla amb torratxa

El primer recinte murallat incloïa l'església parroquial i el seu cementiri, ara desaparegut, i la vila vella, situada al seu migdia, actualment anomenada Vila Baixa. El traçat actual dels seus carrers probablement correspon a una remodelació tardana; s'hi conserven fragments de muralles medievals en el sector proper a l'església, sobretot al costat nord. La resta de muralles foren substituïdes el segle xvii per la nova fortificació empresa per Vauban.